# Anabarhynchus fasciatus
Anabarhynchus fasciatus är en tvåvingeart som beskrevs av Macquart 1848. Anabarhynchus fasciatus ingår i släktet Anabarhynchus och familjen stilettflugor. Inga underarter finns listade i Catalogue of Life.